# Solomon Morris
Solomon Zombo Morris, né le 16 juin 1990 à Freetown, est un footballeur international sierraléonais, qui évolue au poste de gardien de but.

## Biographie
Morris commence sa carrière en jouant pour les équipes de jeunes du FC Rouen, faisant ses grands débuts, en 2007, avec l'équipe première. Il reste six années dans cette équipe, alternant entre la réserve et l'effectif professionnel, jouant quatre matchs en six ans avec les séniors. 
En 2013, il intègre l'équipe réserve de l'US Quevilly où il est un des remplaçants de Dan Delaunay. Entre-temps, il est sélectionné avec l'équipe nationale de Sierra Leone. La saison suivante, il a l'occasion de jouer quelques matchs, en début de championnat, avec l'équipe première.
Durant l'été 2017, il quitte le club de l'US Quevilly-Rouen, et s'engage avec le FC Dieppe évoluant en National 3.

## Palmarès
Il est champion de CFA en 2009 et 2016.